# Louis Melsens
Louis-Henri-Frédéric Melsens, né à Louvain le 11 juillet 1814 et mort à Bruxelles le 20 avril 1886 est un physicien et chimiste belge.

## Œuvre
Entre autres travaux, il est connu pour avoir réalisé une forme de paratonnerre.